# Nikolaj Starostin
Nikolaj Petrovič Starostin (in russo Никола́й Петро́вич Ста́ростин?; Mosca, 26 febbraio 1902 – Mosca, 17 febbraio 1996) è stato un allenatore di calcio, calciatore, hockeista su ghiaccio e dirigente sportivo sovietico, fondatore della sezione calcistica dello Spartak Mosca.
La figura di Starostin è stata definita più volte come «leggendaria». Eccellente giocatore di calcio e di hockey su ghiaccio, ha fondato la sezione di calcio dello Spartak Mosca assieme a Ivan Artem'ev e a lui è attribuita la creazione dello stemma del club.

## Biografia
Figlio di un guardaboschi dello zar Nicola II, cresce nel quartiere moscovita di Krasnaja Presnja. Appassionatosi al calcio, durante gli anni trenta è capitano e giocatore principale sia di una selezione moscovita sia della nazionale sovietica, che in quel periodo non gioca alcun incontro internazionale. Con i suoi tre fratelli gioca regolarmente nello Spartak Mosca. Dopo aver vinto diversi titoli, in un periodo in cui è obbligatorio far vincere la Dinamo Mosca, nel 1940 diviene allenatore-giocatore dello Spartak Mosca e due anni dopo, per ordire del presidente della Dinamo e capo del NKVD Lavrentij Berija, è arrestato per terrorismo contro lo Stato e condannato a vivere in un gulag per 10 anni. Attorno agli anni cinquanta, torna libero su volontà del figlio di Stalin Vasilij, che lo vuole allenatore della sua VVS Mosca, ma è presto ricondotto in Siberia nuovamente a causa di Berija. Per un paio di anni, allena i kazaki del Kairat durante il periodo di prigionia.
Diviene il primo sportivo sovietico a ricevere il riconoscimento dell'Ordine di Lenin, rimosso da Berija e restituito da Nikita Chruščëv. Dal 1954, anno della sua liberazione, alla morte è stato il presidente dello Spartak.

## Palmarès
- Campionato sovietico: 3

Spartak Mosca: 1936 (autunno), 1938, 1939
- Coppa dell'URSS: 2

Spartak Mosca: 1938, 1939